# (11702) Mifischer
(11702) Mifischer (1998 FE117) – planetoida z pasa głównego asteroid okrążająca Słońce w ciągu 3,52 lat w średniej odległości 2,31 j.a. Odkryta 31 marca 1998 roku.